# Gomersal
Gomersal – wieś w Anglii, w hrabstwie ceremonialnym West Yorkshire, w dystrykcie metropolitalnym Kirklees. Leży 12 km na południowy zachód od miasta Leeds i 269 km na północny zachód od Londynu.